# Maryna Dorochenko
Maryna Dorochenko (Khabarova) (ukrainien : Марина Олегівна Дорошенко (Хабарова)), née le 22 mars 1981 à Marhanets, et morte le 7 septembre 2014 est une basketteuse ukrainienne sept fois championne d'Ukraine et deux fois détentrice de la Coupe d'Ukraine avec l'équipe Kozatchka-ZAlK Zaporijjia. Elle a pris part aux championnats d'Europe avec l'équipe d'Ukraine. Elle est maître ès sports.
En 2013, une leucémie aiguë a été diagnostiquée chez elle ; en janvier 2014 la maladie s'est aggravée. Comme Marina n'avait pas de fonds propres pour lutter contre la maladie, elle s'est adressée au grand public pour l'aider à financer le traitement.